# Нова Скварява
Нова́ Скваряв́а —село в Україні, у Жовківській міській громаді Львівського району Львівської області. Населення становить 1174 особи. Орган місцевого самоврядування — Жовківська міська рада.

## Географія
Середня висота села над рівнем моря — 287 метрів. Поблизу розташовані села Фійна, Стара Скварява, Глинськ, Мокротин, Крехів, Крута Долина, Майдан, Тернів, Липники.
Поряд з центральною частиною села зростає ботанічна пам'ятка природи місцевого значення Зубрів дуб.

## Історія
Село засноване наприкінці XIV — початку XV століття. Першими поселенцями були вихідці зі Старої Скваряви. Село Нова Скварява було осаджено на волоському праві і назване спочатку Чайкова Воля. Проте ця назва не прижилася. Біля Нової Скваряви відкрито кладовище бронзової доби X—VIII ст. до н. е.
Село Нова Скварява належало до Жовківського повіту, 7 км на пд.-зах. від Жовкви. Мальовнича Нова Скварява — село не маленьке (понад 1 100 м.).
Населений пункт з назвою Скварява виник, очевидно, у XIII—XIV століттях за часів Галицько-Волинської держави на території, яка до утворення єдиного Галицького князівства входила до складу Звенигородської землі. Існує легенда щодо виникнення назви Скварява. Вона свідчить, що в середні віки на терени села на відпочинок та полювання приїжджали князі та бояри. Тут на вогні вони смажили, чи як тоді говорили, скварили м'ясо чи сало. Від слова скварити і пішла назва Скварява.
На північ лежить Руда Крехівська, на північний схід Глинськ, на схід Стара Скварява, на південь Мокротин і Поляни, на захід Фійна і Крехів. Село лежить в басейні Бугу. На півдні утворюється потік Свиня і пливе на пд. схід до Старої Скваряви, приймаючи на території села декілька малих потічків; на південь від джерел Свині утворюється в лісі с. Поляни правобічна її притока потік Росохи і пливе на схід в основному вздовж кордону села. Північною частиною села пропливає потік Фійна. Сільська забудова лежить в долині Свині. На південь від села стоїть група будинків Завади, на пн.-зах. Копань (не існує), на північ Гута. Південно-західна частина села заліснена (Полянський ліс з «Кам'яною Горою», висотою 404 м).
У 1880 році було 197 будинків, 1087 жителів в гміні, 3 будинки, 42 жителі на території двору. (893 греко-католики, 200 римокатоликів, 33 євреї, 3 інших віросповідань; 891 русин, 197 поляків, 55 німців). Парафія римо-католицька була в Жовкві, греко-католицька була в селі, Жовківського деканату, Перемишльської дієцезії. До парафії належала Стара Скварява. У селі була церква і однокласна школа. Знаходяться тут поклади бурого вугілля і каменю пісковика.
У 1879 році в селі мешкав Іван Франко.
Довгий час була королівщиною, а потім входила до маєтностей Жолкевських та Собєських. Княгиня Марія Кароліна з Собєських де Бульйон — донька короля Яна III — продала «Жовківський ключ» з обома селами у 1740 році князю Михайлу Радзивіллу. Наприкінці XVIII століття Радзівілли розпродали всі маєтності, які дісталися їм від Собєських — Нову Скваряву придбали Болоз-Антоневичі зі Станиславова — шляхетський рід вірменського походження, які отримали у 1789 році від цісаря Йозефа II австрійське дворянство.
На початку XIX століття нові власники села збудували тут збережений досі класицистичний маєток, оточений парком. Зведений у 1807 році класицистичний двір Юзефа Болоз-Антоневича хоч і зберігся, та вся старовина звідти за радянські роки вивітрилася. Бо, бачте, у панській резиденції зараз резиденція сільрадівська. В усіх десяти панських покоях. Витримані в єдиній стилістиці меблі з палацу були частково розграбовані у Першу світову. Напевно, як і олійні картини датовані XVIII століттям — переважно на міфологічні теми. Навколо палацику на горі Гарай колись простягався парк — не надто великий, проте там росло кілька кількасотлітніх дубів. Газон перед будинком був оточений трояндами. До маєтку колись від Глинська вела алея, яка начебто ще походила з часів Яна III.
Останньою власницею Нової Скваряви була Юлія з Жарських Семенська (Сємєнська).
У селі чи в околиці були поклади вугілля, якими, зокрема, в 1899 році володів граф Роман Потоцький.

### Село під час воєн
У час першої світової війни багато новоскварявців було мобілізовано до австрійського війська. А 19 червня 1915 року на теренах села відбувся бій між російськими військами, лінія оборонних яких проходила під Моцьківною і Щекотином та австрійсько-німецькими, які наступали з урочищ Копань та Корчунок. Після артпідготовки, що почалася о 4 год. ранку і кривавої січі перемогли останні. Російських убитих вояків поховали селяни в братській могилі при дорозі, а австрійці своїх у сусідньому селі Глинську на окремому цвинтарі.
У 1930 році на західній околиці села (Кут) у новозбудованому будинку відкрито «Народний Дім», при якому працював драматичний гурток, а згодом місцевий осередок товариства «Сільський господар». На хвилі національного піднесення у 1936 році в Новій Скваряві було організовано осередок ОУН, який очолив Степан Кузьмин. Членами осередку стали Пилип Гук, Степан Яворівський, Микола Шавель, Степан Завада («Кожум'яка»). Чимало новоскварявців виборювали незалежність України в лавах ОУН, УПА. В увіковічнення їх пам'яті у центрі села нащадки збудували пам'ятник «Борцям за незалежність України».
Багато новоскварявців у час другої світової війни воювало у Червоній Армії. Чимало їх полягло в Україні і за її межами. Після війни — масові виселення сімей новоскварявців до Сибіру, таборів ГУЛАГ'у, каральні акції енкаведистів проти мирного населення, яке підтримувало УПА.

## Радянський період
Утвердившись таким чином радянська влада організувала в селі колгосп імені Кірова. У 1960-х роках почав курсувати автобус Львів — Нова Скварява, збудовано млин, пилораму (тартак), лазню, сільський клуб, школу.
Колгосп не маючи державної підтримки, занепав і перестав існувати.

## Сучасна Нова Скварява
Жителі Нової Скваряви, як і впродовж тисячоліть, продовжують себе у своїх нащадках, виховують їх, вирощують хліб, плекають сади, будують житла, храми, співають пісень з вірою і надією на краще майбутнє. Тут живуть дуже привітні, гостинні і надзвичайно добрі люди, вони допомагають одне одному. У центрі села є школа. Вона досить велика, біля неї є сад. У школі навчається не дуже багато дітей. Село розвивається, багато молодих людей переїжджають жити сюди.
12 червня 2020 року, відповідно до розпорядження Кабінету Міністрів України № 718-р «Про визначення адміністративних центрів та затвердження територій територіальних громад Львівської області», село увійшло до складу Жовківської міської громади.
19 липня 2020 року, в результаті адміністративно-територіальної реформи та ліквідації Жовківського району, село увійшло до складу новоствореного Львівського району.

## Населення

### Мова
Розподіл населення за рідною мовою за даними перепису 2001 року:
| Мова       | Кількість | Відсоток |
| ---------- | --------- | -------- |
| українська | 1173      | 99.91%   |
| румунська  | 1         | 0.09%    |
| Усього     | 1174      | 100%     |

## Культурна спадщина
У Новій Скваряві наявні надзвичайно цікаві й рідкісні об'єкти культурної спадщини, якими є частково зруйновані оборонні укріплення військового табору середини XVII століття та залишки склоробної гути і монастирища пізнього періоду середньовіччя. Вони при подальшому вивченні можуть стати окрасою давньої історії села, приваблюючи сюди шанувальників минулого рідного краю. Перший об'єкт розташований в урочищі Антонів берег, на пагорбі з рівною, незначно нахиленою до заходу вершиною приблизно трапецієподібної форми розміром 0,45×0,2×0,3 км. Пам'ятка захищена вздовж краю тераси ровом, валами і двома майже зруйнованими сучасними варварами земляними бастіонами. Останні локалізуються у східній (ширшій) частині узвишшя. Між ними, очевидно, знаходився в'їзд до табору.

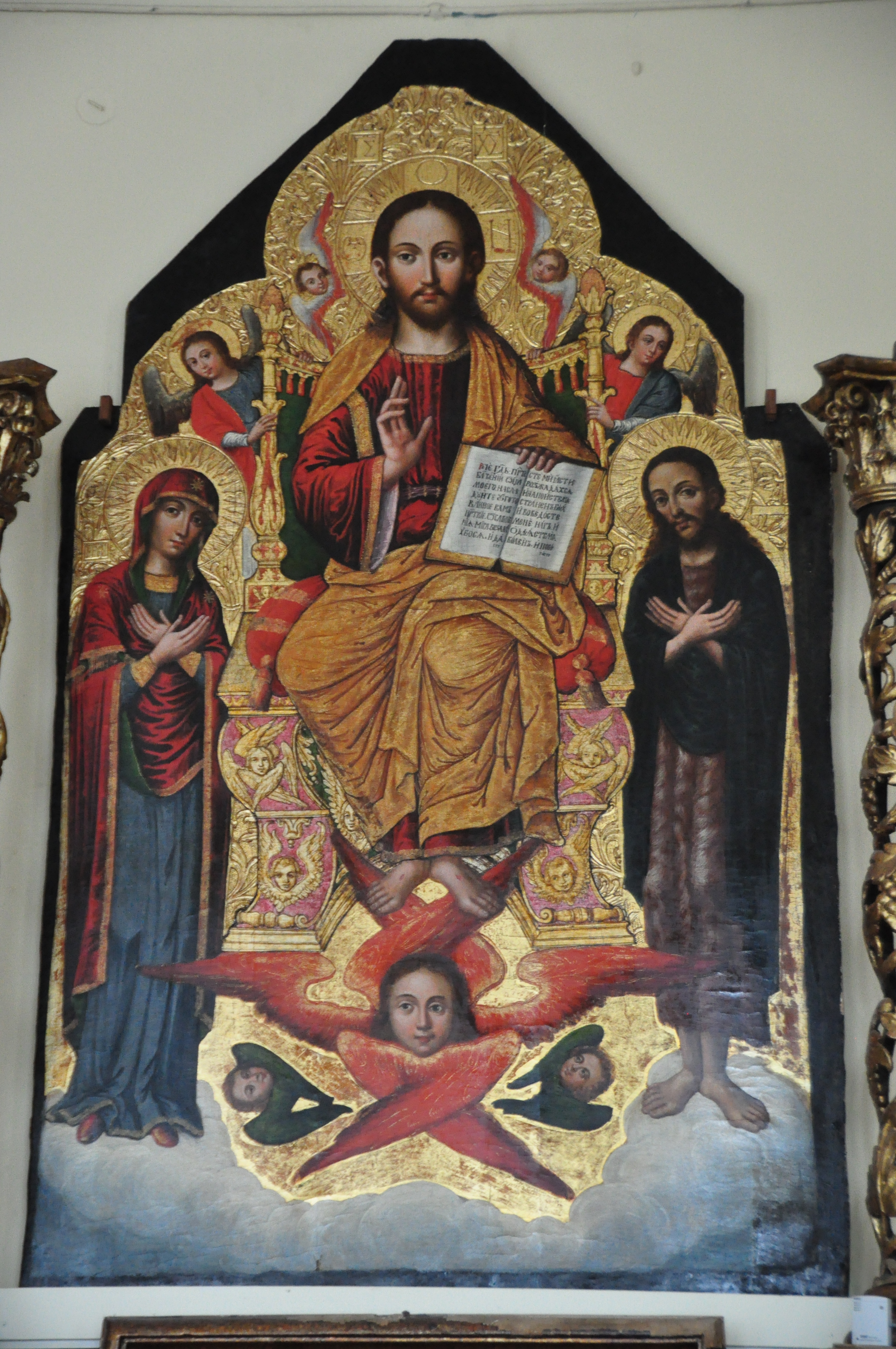
Центральна ікона іконостасу з Нової Скваряви роботи Івана Рутковича, що зберігається в Національному музеї Шептицького у Львові

Крім монастиря в Новій Скваряві на Ґорґанах була церква Різдва Христового, посвячена 7 січня 1588 року. Майже через два століття на її місці було зведено церкву Втечі до Єгипту Пресвятої Богородиці. Освячено її 8 січня 1767 року. Ця церква була куплена у сс. Василіянок в місті Жовкві, де і була збудована 1693 року. У ній був іконостас роботи Івана Рутковича. У 1932 р. цю церкву розібрали і трохи східніше збудували тимчасову, використавши вівтар старої. А в 1936 році розпочалось будівництво кам'яної великої церкви, яке через заборону радянської влади, закінчилось вже 1989 року. 4 жовтня цього року на свято Покрови Пресвятої Богородиці її було посвячено. У 1997 році в час свята Пресвятої Трійці на присілку Гута посвячено каплицю. Її збудовано західніше колишнього монастиря.
Новоскварявські священники проводили значну культурно-просвітницьку роботу. Так у 1899 році в селі було відкрито читальню «Просвіти», яку очолив отець Йосиф Карапович, пізніше отець декан Володимир Утриско, отець Степан Гайда. Активним членом цього товариства був син новоскварявського пароха о. Луки Олеськіва — Йосиф. Він товаришував з Іваном Франком під час навчання у Львівському університеті і був найвірнішим його другом упродовж життя. З 14 липня до 14 вересня 1879 року Іван Франко перебував у Новій Скваряві, мешкав в родині Олеськових. Тут він працював над підручником з економії «зрозумілої гімназистам», почав писати повість «Борислав сміється», зібрав чимало тутешніх приказок та пісень, які видав у багатотомнику «Галицько-руські народні приповідки», мріяв купити у Новій Скваряві клаптик землі і побудувати хату. Та не судилося.
До половини XX століття існувала тут дерев'яна церква з 1720 року, що має назву Втечі Пресвятішої Богородиці до Єгипту. Ця святиня була закуплена в 1767 році в Жовкві після розпуску тамтешнього монастиря василіянок і його перенесення на територію Нової Сваряви. У цій святині знаходився іконостас з жовківської церкви Господнього Народження. Цей пам'ятник, що тепер зберігається в Національному Музеї у Львові, виконаний був Іваном Рутковичем — відомим жовківським художником Яна III Собєського.
У селі також є хрестова в плані мурована церква Собору Богородиці, зведена у 1932—1939 роках. за проєктом архітектора Лева Левинського. У радянський час храм не діяв, віруючим його повернули у 1989 році.

## Відомі люди
- Кароль Антоневич-Болоз — польський письменник і поет вірменського походження.
- Йосип Олеськів — уродженець села, видатний український учений, доктор філософії, професор натуральної історії, перекладач; значною мірою спричинився до полегшення життя українських емігрантів в Канаді, названий «українським Мойсеєм».